# Wotton, Gloucester
Wotton är en ort i unparished area Gloucester, i distriktet Gloucester, i grevskapet Gloucestershire i England. Wotton St Mary var en civil parish 1866–1985 när blev den en del av Barnwood, Barton St. Mary, Gloucester St. Catherine, Gloucester St. John the Baptist, Longford, Matson, South Hamlet, Wotton St. Mary Within och Wotton St. Mary Without. Civil parish hade 2 969 invånare år 1881. Byn nämndes i Domedagsboken (Domesday Book) år 1086, och kallades då Utone.